# Astragalus pelecinus
Astragalus pelecinus là một loài thực vật có hoa trong họ Đậu. Loài này được (L.) Barneby miêu tả khoa học đầu tiên.